# Bomarea angulata
Bomarea angulata es una especie de planta fanerógama perteneciente a la familia de las Alstroemeriáceas.  Es originaria de Bolivia y Ecuador.

## Descripción
Es un bejuco endémico de Ecuador y conocida solo por el espécimen tipo, que fue recogido por Karl Theodor Hartweg en la primera mitad del siglo XIX. La etiqueta menciona "En montibus Loja", aparentemente en referencia a las montañas que rodean la ciudad de Loja, pero no hay información de altitud ni se menciona la situación ecológica. Al parecer, la especie era abundante en la zona, ya que en la publicación original hay varios sinónimos con la misma descripción local y en otro con la etiqueta "En montibus Chuquiribamba". La ubicación actual del espécimen tipo es desconocido, lo que puede indicar una taxonomía confusa en lugar de rareza o extinción. Las principales amenazas son la destrucción del hábitat debido al pastoreo y la colonización desorganizada. No hay ejemplares de esta especie que se encuentren en museos ecuatorianos. La destrucción del hábitat es la única conocida amenaza para la especie.

## Taxonomía
Bomarea angulata fue descrita por George Bentham, y publicado en Plantas Hartwegianas imprimis Mexicanas 156. 1845.
Etimología
Bomarea: nombre genérico que está dedicado al farmacéutico francés Jacques-Christophe Valmont de Bomare (1731-1807), que visitó diversos países de Europa y es autor de “Dictionnaire raisonné universel d’histoire naturelle” en 12 volúmenes (desde 1768).
angulata: epíteto latíno que significa "angular".
Sinonimia
- Bomarea angustifolia Benth.
- Bomarea calyculata Kraenzl.
- Bomarea cuencensis Kraenzl.
- Bomarea isopetala Kraenzl.[4][5]